# Pristaniški stolp, Kobe
Pristaniški stolp Kobe (神戸ポートタワー, Kōbe Pōto Tavā) je znamenitost pristaniškega mesta Kobe na Japonskem. Razgledni stolp je bil dokončan leta 1963 in je bil od konca leta 2009 do 28. aprila 2010 začasno zaprt zaradi obnove. Stoji v osrednjem okrožju Kobe v prefekturi Hjogo.

## Zgodovina
Pristaniški stolp v Kobeju je zasnovalo podjetje Nikken Sekkei in je bil dokončan leta 1963. Prvo večje vzdrževanje celotnega objekta se je začelo od novembra 2009,  za javnost pa  je bil stolp zaprt od 12. januarja do 19. marca 2010 ko je bil prenovljen in ponovno odprt za javnost za razgledno ploščad. Naknadno so na pristaniški stolp Kobe namestili opremo za razsvetljavo s 7000 svetlečimi diodami (LED) s 40 svetlobnimi učinki, kar je bilo končano dne 28. aprila 2010.

## Arhitekturne lastnosti
Pristaniški stolp v Kobeju je visok 108 m s skupno 8 plastmi in je zasnovan kot pogled na cuzumi, japonski boben, in je prvi stolp, zgrajen s cevno mrežo. Stolp je obdan z 32 rdečimi jeklenimi palicami, ki simbolizirajo dobrodošel povratek plovil na obalo.

## Uporaba
Pristaniški stolp Kobe ima dva dela; pritlični del in razgledni deli so ločeni in imajo tri oziroma pet nadstropij.
Ob vznožju stolpa je prvo nadstropje namenjeno predvsem prodaji spominkov in restavracijam. V drugem nadstropju so trgovine s spominki in vstopnice za razgledno ploščad, tretje nadstropje pa je izhod iz dvigala in razstavno nadstropje.
Razgledni del ima prvo nadstropje za pogled iz zraka iz območja gledanja 75 m nad tlemi. V drugem nadstropju je observatorij, ostala nadstropja pa so ploščadi za oglede. Tretje nadstropje je 360 vrtljiva kavarna z 20 minutnim krogom. Iz četrtega nadstropja se lahko vidi Avajišima in Osaški zaliv, iz petega nadstropja pa se vidi gora Rokō in mednarodno letališče Kansai. 

## V popularni kulturi
- Gamera proti Barugonu (大怪獣決闘 ガメラ対バルゴン, Daikaijū kettō: Gamera tai Barugon, dob. »Veliki dvoboj pošasti: Gamera proti Barugonu«) je japonski kaidžu film iz leta 1966, ki ga je režiral Šigeo Tanaka, s posebnimi učinki Noriaki Juasa in Kazufumi Fudžii.
- Ultra Seven (ウルトラセブン, Urutora Sebun) je japonska znanstvenofantastična televizijska serija tokusacu, ki jo je ustvaril Eidži Cuburaja (1967-1968)
- Godzilla proti SpaceGodzilla (ゴジラvsスペースゴジラ, Gojira tai SupēsuGojira) je japonski kaidžu film iz leta 1994, ki ga je režiral Kenšo Jamašita, napisal pa ga je Hiroši Kašivabara.